# Venera iz Laussela
Venera iz Laussela je vapnenački bareljef gole žene vidok 46 cm. Obojen je crvenim oker i urezan je u vapnenac kamenog zaklona (Abri de Laussel) u komuni Marquay, u departmanu Dordogne na jugozapadu Francuske. Rezbarija je povezana s gornjopaleolitskom kulturom Gravettien (staro oko 25 000 godina). Trenutno je izložen u Musée d'Aquitaine u Bordeauxu u Francuskoj.

## Opis
Lik u jednoj ruci drži rog bizona ili, možda, rog izobilja, koji ima trinaest ureza. Ima velike grudi, sjajan trbuh i široke bokove. Na bedru joj je znak "Y", a glava bez lica okrenuta je prema rogu. Donji dio reljefa bio je prekriven crvenim okerom.

## Otkriće i prikaz
Reljef je 1911. otkrio Jean-Gaston Lalanne, liječnik. Uklesan je u veliki blok vapnenca u skloništu za stijene ( abri de Laussel ) u komuni Marquay u departmanu Dordogne u jugozapadnoj Francuskoj. Blok vapnenca pao je sa zida skloništa. Donesena je u Musée d'Aquitaine u Bordeauxu u Francuskoj.

## Značenje
Lik i rog smatraju se značajnima u figurativnim istraživanjima paleolitske umjetnosti. Postoje 144 slično oblikovane "figure božice" za koje se kaže da se koriste za štovanje Velike božice otkrivene u današnjoj Europi, poput Venere od Willendorfa. Boja i broj ureza na rogu mogu simbolizirati broj mjeseci ili broj menstrualnih ciklusa u jednoj godini ili broj dana od menstruacije do ovulacije.

## Poveznice
- Paleolitička umjetnost
- Popis umjetnosti kamenog doba

## Daljnje čitanje
- Eisler, Riane (1995), Sacred Pleasure: Sex, Myth, and the Politics of the Body, HarperCollins Publishers Inc., NY.
- Marshack, Alexander (1971). The Roots of Civilization, Moyer Bell Ltd, Mount Kisco, NY.

## Vanjske poveznice
|  | Zajednički poslužitelj ima još gradiva o temi Venera iz Laussela |

- Pictures of the Venus of Laussel and further reliefs from Laussel